# Binario multiarquitectura
Un fat binary (también llamado binario multiarquitectura) es un archivo ejecutable que ha sido expandido (o «engordado») con código nativo para varios conjuntos de instrucciones de forma de que pueda ejecutarse en múltiples tipos de procesadores. El método más habitual de su aplicación consiste en incluir una versión del código de máquina para cada conjunto de instrucciones, siendo precedido por un código compatible con todos los sistemas operativos, que ejecutarán un salto hacia la sección apropiada. Esto da como resultado un archivo más pesado que un archivo binario normal con código para una sola arquitectura; de ahí proviene su nombre «binario gordo» o «fat binary».